# Народно позориште Тимочке крајине „Зоран Радмиловић”
43° 54′ 04″ С; 22° 16′ 29″ И / 43.90111° С; 22.27478° И
Народно позориште Тимочке крајине „Зоран Радмиловић” формирано је 1946. године у Зајечару као Обласно народно позориште.
Прва представа одгирана у Народном позоришту Тимочке крајине је била „Жита цветају” Јурија Мокрева и одиграна је 02. фебруара 1947. године у згради некадашњег Еснафског дома. Обласно позориште било је и среско, оштинско, градско, затим Народно позориште Зајечар - Бор и Позориште Тимочке крајне, да би 1992. године добије име Народно позориште „Зоран Радмиловић”, по великану српског глумишта Зорану Радмиловићу, који је и рођен у Зајечару. На иницијативу Народног позоришта Тимочке крајине је оформљен позоришни фестивал Сусрети професионалних позоришта Србије „Јоаким Вујић” и до сада је био домаћин фестивала шест пута.
Глумачки фестивал „Дани Зорана Радмиловића" основани су 1992. године на иницијативу Народног позоришта Тимочке крајине и важе за један од најпрестижнијих глумачких фестивала.

## Зграда позоришта
На овом месту је 1904. године подигнута зграда Дома трговачког еснафа, или Еснафски дом. Еснафски дом био је центар културних збивања, у којем су се одржавале разне манифестације, забаве, прославе и свечаности све до Другог светског рата. Сала Еснафског дома је у то време била највећа у Моравској бановини.
У суседној згради која је била део овог комплекса зграда, 1906. године отпочела са радом двогодишња приватна женска гимназија која је 1908. прерасла у четворогодишњу, а 1910. године у шесторазредну школу. Водила се на име Милутина Станојевића и издржавана је од прилога ђачких родитеља и школарине. Повремену новчану помоћ указивали су Министарство просвете и црквених послова, Скупштина тимочког округа, Зајечарска пивара, и Општина града. Женска гимназија поседовала је географски и историјски кабинет добро снабдевен картама, атласима и сликама, док су учила за друге предмете коришћена из мушке гимназије. Након промена у Закону о средњим школама 1912. године женска гимназија престала је са радом и наредне године њене ученице прешле су у зајечарски Државну гимназију. Ова зграда је у борбама за ослобођење Зајечара 1944. године била знатно оштећена, па је после рата обновљена и дограђена. Од 1947. године у обновљену зграду еснафског дома усељено је новоосновано Окружно народно позориште и зграда од тада није мењала намену.

## Центар за културу Зоран Радмиловић
Богата позоришна традиција допринела је да се након Другог светског рата у Зајечару покрене иницијатива за формирање сталног народног позоришта. Наиме, званични подаци указују да је још 1911. године основано прво професионално Тимочко повлашћено позориште „Гундулић“ које је представе изводило у кафани „Таково“. Расформирано је 1912. када су глумци мобилисани за Први балкански рат. Поново је формирано 1925. под именом Повлашћено обласно позориште Тимочке крајине, које од 1927-1929. године носи назив Тимочко-косовско позориште. За време окупације, 1942. основано је Окружно позориште „Србија“ које изводи представе углавном у хотелу „Задруга“ и повремено у Еснафском дому, и које је расформирано након ослобођења 1944. године. На седници Окружног народног одбора 1946. године донета је одлука о оснивању Обласног народног позоришта са седиштем у Зајечару, које је званично и основано 1947. године.